# Дом быта (Нарвский проспект)
Дом быта на Нарвском проспекте, дом 18 — здание в стиле советского модернизма в Адмиралтейском районе Санкт-Петербурга.
Дом быта построен на месте деревянного частного дома.
Здание было спроектировано в рамках разработанной мастерской Ленпроекта № 8 серии районных домов бытового обслуживания согласно идее XXIII съезда КПСС «превратить службу быта в крупную механизированную отрасль народного хозяйства, увеличить к 1970 году объём бытовых услуг, оказываемых населению, примерно в 2,5 раза», архитекторы — О. В. Василенко, Я. Д. Болотин, дом построен в 1968—1970 (по другим данным, в 1966—1967 годах, вероятно, с учётом того, что одно из крыльев было пристроено позже). Здание П-образное, в одном из его крыльев был расположен НИИ резиновых покрытий и изделий. Дома быта должны были создавать условия для укрупнения и механизации бытовых услуг, а также привлекать посетителей комфортными условиями ожидания и видом. Все постройки серии были почти сплошь остеклены с использованием специально восстановленного производства стемалита в металлических переплётах.
Перед домом быта был расположен фонтан с украшенной мозаикой чашей; в 2018 году в бассейне неработающего фонтана был сделан газон.